# Andreas Isaksson
Andreas Isaksson (* 3. října 1981, Smygehamn) je bývalý švédský fotbalový brankář. Na svém kontě má více než 130 zápasů za švédskou fotbalovou reprezentaci.

## Fotbalová kariéra
Isaksson začal svou kariéra v domovském týmu Trelleborg, kde hrál dvě sezóny. Do povědomí se dostal, když jej angažoval italský Juventus Turín. I když se do sestavy Juventusu neprobojoval, zařadil se mezi nejtalentovanější brankáře. V roce 2001 se vrátil opět do Švédska, kde hrál za Djurgardens FC.
Probojoval se do základní sestavy a jeho dobrých výkonů si všiml i trenér švédské reprezentace, který jej pozval na mistrovství světa ve fotbale v roce 2002 a 2006.
V létě 2006 přestoupil po angažmá ve Francii do Manchesteru City za 2 miliony liber.
V červenci 2008 přestoupil z Manchesteru City do PSV Eindhoven. Z PSV v červenci 2012 přestoupil do týmu nováčka turecké ligy Kasımpaşa SK.